# 柏陽駅
柏陽駅（はくようえき）は、北海道北見市並木町にある北海道旅客鉄道（JR北海道）石北本線の駅である。駅番号はA61。高架駅としては、日本最北端かつ最東端に位置する駅である。

## 歴史

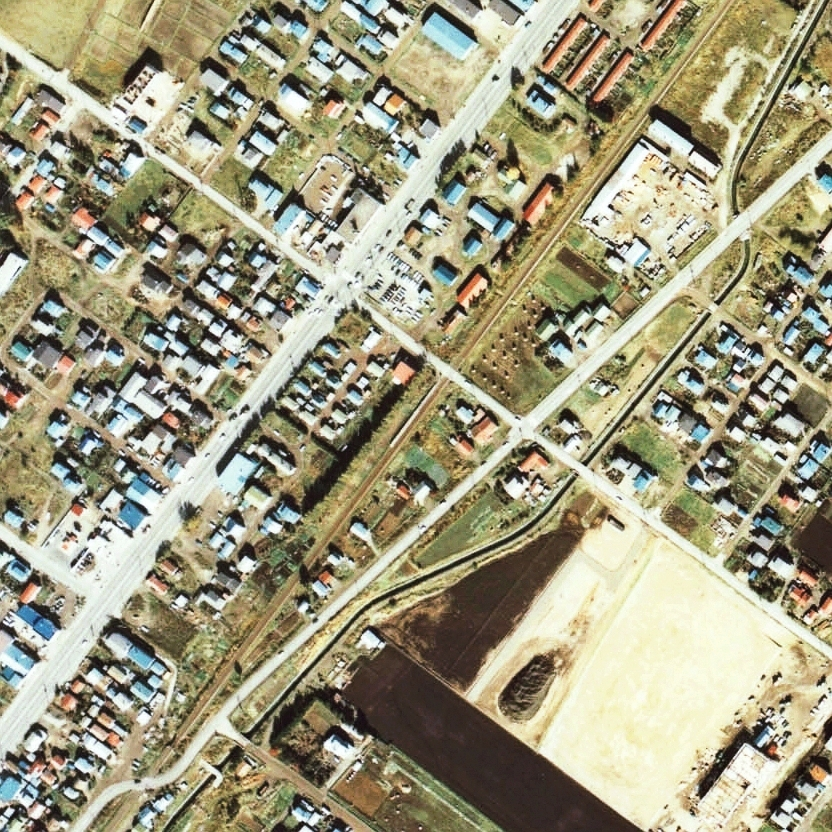
1977年の柏陽仮乗降場と周囲約500 m範囲。右上が網走方面。

- 1957年（昭和32年）12月1日：日本国有鉄道の柏陽仮乗降場として開業（局設定）[1]。旅客のみ取扱い[1]。
  - 旧駅は北海道道943号北見環状線交点（【北緯43度49分13秒 東経143度54分44秒 / 北緯43.82028度 東経143.91222度】）に位置していた。
- 1987年（昭和62年）4月1日：国鉄分割民営化によりJR北海道に継承[2]。同時に駅昇格[3][2]。
- 1990年（平成2年）3月10日：営業キロ設定。
- 1992年（平成4年）10月1日：高架化[4]により愛し野方に600 m移設[3][5]。

### 駅名の由来
北海道北見柏陽高等学校の校名から。
なお、開業時の駅名は「柏陽高校前」であった、とする資料も存在している。

## 駅構造
単式ホーム1面1線を有する高架駅である。北見駅管理の無人駅。

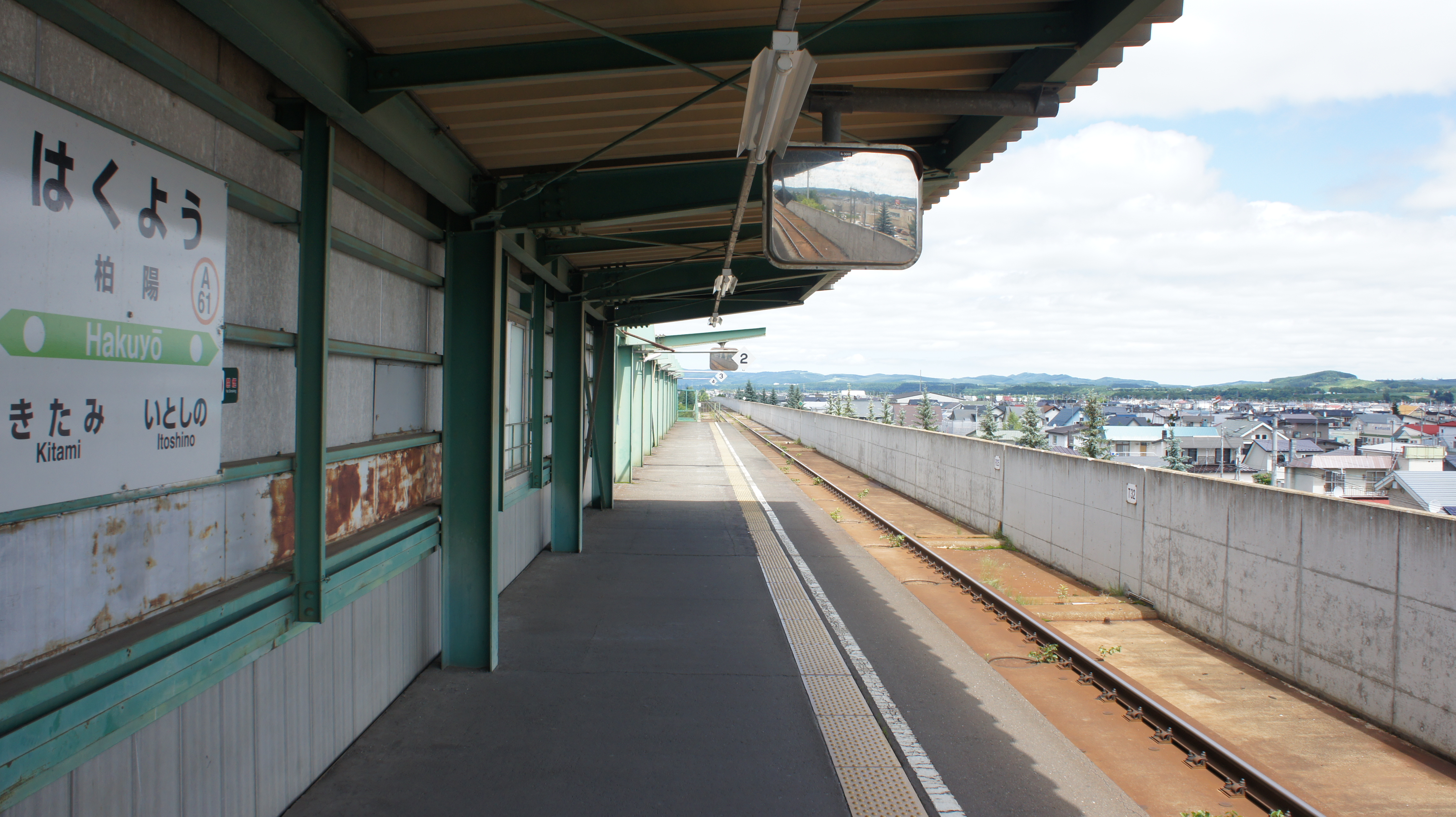
ホーム（2018年7月）
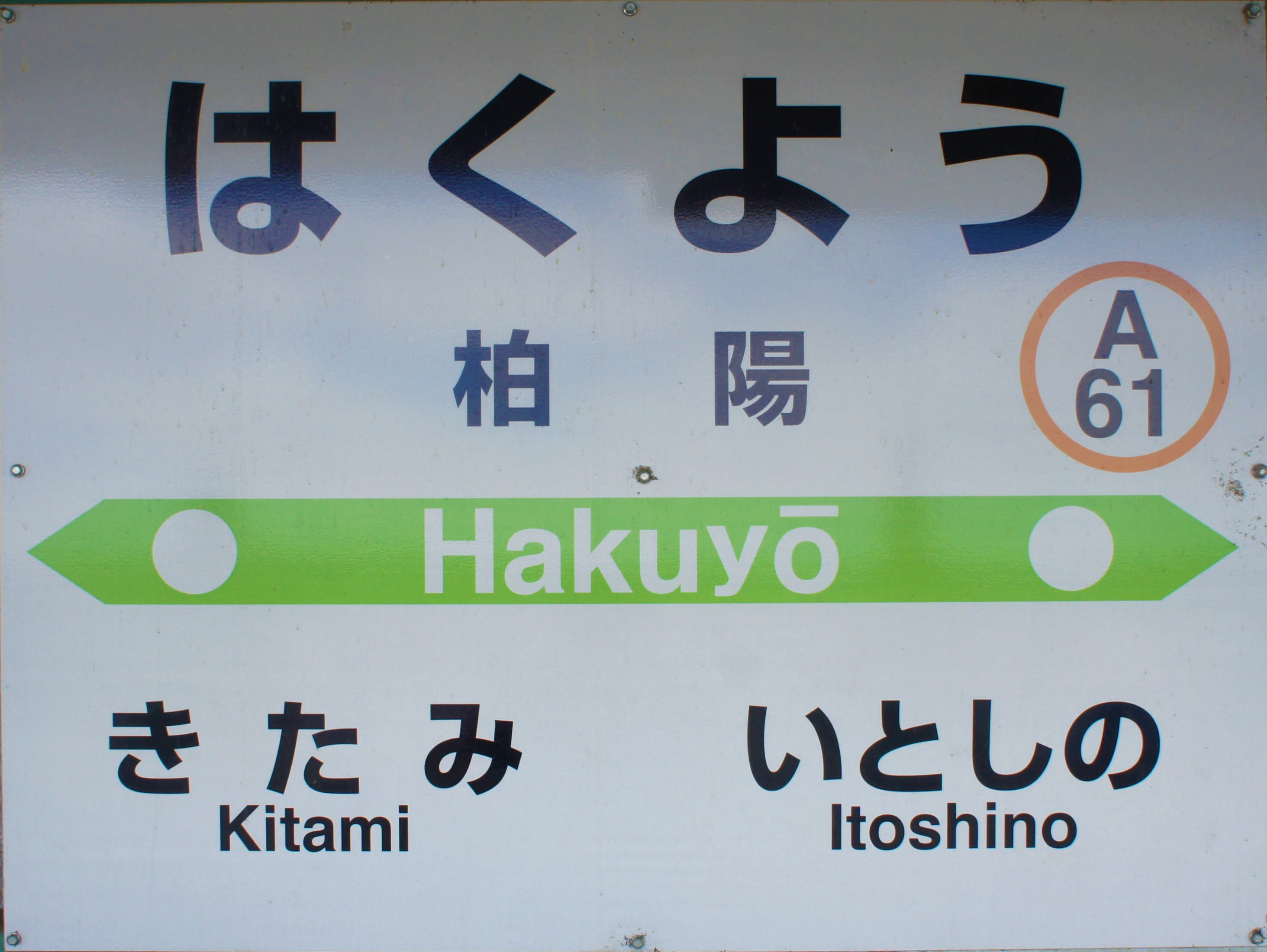
駅名標（2018年7月）

## 利用状況
乗車人員の推移は以下のとおり。年間の値のみ判明している年については、当該年度の日数で除した値を括弧書きで1日平均欄に示す。乗降人員のみが判明している場合は、1/2した値を括弧書きで記した。
また、「JR調査」については、当該の年度を最終年とする過去5年間の各調査日における平均である。
| 年度               | 乗車人員 | 乗車人員 | 乗車人員 | 出典       | 備考 |
| 年度               | 年間     | 1日平均  | JR調査   | 出典       | 備考 |
| ------------------ | -------- | -------- | -------- | ---------- | ---- |
| 2016年（平成28年） |          |          | 209.6    | [ JR北 1 ] |      |
| 2017年（平成29年） |          |          | 211.0    | [ JR北 2 ] |      |
| 2018年（平成30年） |          |          | 204.0    | [ JR北 3 ] |      |
| 2019年（令和元年） |          |          | 196.8    | [ JR北 4 ] |      |
| 2020年（令和02年） |          |          | 196.8    | [ JR北 5 ] |      |
| 2021年（令和03年） |          |          | 196.8    | [ JR北 6 ] |      |
| 2022年（令和04年） |          |          | 155.8    | [ JR北 7 ] |      |
| 2023年（令和05年） |          |          | 151.0    | [ JR北 8 ] |      |

## 駅周辺
北見市の住宅街となっており、商店なども多い。
- 国道39号
- 北海道北見柏陽高等学校
- 北見市立小泉小学校
- 北見工業大学
- 日本赤十字北海道看護大学
- コープさっぽろ きたみ春光店
- ツルハドラッグ
- 北見警察署小泉駐在所
- 北見春光郵便局
- 遠軽信用金庫東支店
- 北海道北見バス「柏陽高校」[6]「小泉7号」[7]停留所
- コーチャンフォー北見
- スーパーセンタートライアル北見並木店
- 業務スーパー北見小泉店
- 遠軽信用金庫 東支店

## 隣の駅
北海道旅客鉄道（JR北海道）
■石北本線

北見駅 (A60) - 柏陽駅 (A61) - 愛し野駅 (A62)

### JR北海道
1. ↑  「石北線（新旭川・網走間）」（PDF）『線区データ（当社単独では維持することが困難な線区）』、北海道旅客鉄道、2017年12月8日。オリジナルの2017年12月9日時点におけるアーカイブ。2017年12月10日閲覧。
2. ↑  「石北線（新旭川・網走間）」（PDF）『線区データ（当社単独では維持することが困難な線区）(地域交通を持続的に維持するために)』、北海道旅客鉄道株式会社、3頁、2018年7月2日。オリジナルの2018年8月19日時点におけるアーカイブ。2018年8月19日閲覧。
3. ↑  “石北線（新旭川・網走間）” (PDF). 線区データ（当社単独では維持することが困難な線区）(地域交通を持続的に維持するために).   北海道旅客鉄道. p. 3 (2019年10月18日). 2019年10月18日時点のオリジナルよりアーカイブ。2019年10月18日閲覧。
4. ↑  “石北線（新旭川・網走間）” (PDF). 地域交通を持続的に維持するために > 輸送密度200人以上2,000人未満の線区（「黄色」8線区）.   北海道旅客鉄道. p. 3・4 (2020年10月30日). 2020年11月2日時点のオリジナルよりアーカイブ。2020年11月2日閲覧。
5. ↑  “駅別乗車人員  特定日調査（平日）に基づく”.   北海道旅客鉄道. 2022年8月3日時点のオリジナルよりアーカイブ。2022年8月14日閲覧。
6. ↑  “駅別乗車人員  特定日調査（平日）に基づく”.   北海道旅客鉄道. 2022年9月3日時点のオリジナルよりアーカイブ。2022年9月3日閲覧。
7. ↑  “駅別乗車人員  特定日調査（平日）に基づく”.   北海道旅客鉄道. 2023年11月10日時点のオリジナルよりアーカイブ。2023年11月10日閲覧。
8. ↑  “駅別乗車人員  特定日調査（平日）に基づく”.   北海道旅客鉄道 (2024年). 2024年9月9日時点のオリジナルよりアーカイブ。2024年9月9日閲覧。